# スティールクロニクル
『スティールクロニクル』（Steel Chronicle）はコナミアミューズメント（2016年10月まではコナミデジタルエンタテインメント）が2011年12月7日より稼働を開始したアーケード用ネットワークCo-opアクションシューティングゲーム。e-AMUSEMENT対応。最終バージョンは『スティールクロニクル Victroopers』（ヴィクトルーパーズ）ver3.9。

## 概要
プレイヤーは「スティールスーツ」を操る戦闘要員「ハウンド」となり、「鋼鉄虫」と呼ばれる謎の生物を倒すミッションを遂行していく。サードパーソン・シューティングゲームの要素を持った協力プレイ型オンラインゲームである。
ゲーム開始時およびゲーム中に、コインもしくは電子マネーPASELIを使用してスティールエナジー（STE）を購入し、これを消費することでゲームをプレイする。STEはゲームプレイ時間の消費だけでなく、武器等の生産・カスタマイズにも使用される。

## システム

### 基本ルール
- 4人で協力してミッションに挑む。道中は4つほどのエリアに分かれており、各エリアごとにリーダーエネミー（ボス）が存在する。リーダーエネミーを撃破すると次のエリアに進める。
- ステージの最奥では以下のいずれかのミッションを行う。いずれも、時間切れになったらミッション失敗。
  - 巨大エネミー戦 - ボスエネミー（後述）と戦う。時間内に倒せばミッションクリア。
  - 大量発生エネミーの殲滅 - ステージ中に発生する通常エネミーを倒していく。倒す度にゲージが溜まり、ゲージが最大になったらミッションクリア。
  - スティールシップ防衛 - ステージ中央に配置されるスティールシップを敵の攻撃から守りつつ制圧ゲージを貯めていく。制圧ゲージは時間経過で貯まっていくが、シップを直接タッチすることでゲージの溜まりを早めることが出来る。制圧ゲージが最大になったらミッションクリア。スティールシップには耐久力が設定されており、これがなくなった場合もミッション失敗となる。
  - アドミラルエッグ殲滅 - 巨大エネミーのタマゴを背負ったリアギディを全て倒せばクリア。リアギディ以外にも通常エネミーが登場するが、倒してもミッションの成否には影響しない。

### 操作方法
コントローラーはLグリップとRグリップで構成されている。
- Lグリップ - （スティック）プレイヤーの移動、（ボタン）ブースト、ズーム、ジャンプ（ボタン同時押し）
- Rグリップ - （スティック）視点移動、（ボタン）主力/補助武器の使用、（トグルスイッチ）武器の切り替え
- 画面はタッチパネルになっており、フリック入力によるチャットが可能。チャットのカスタマイズも可能で、セットできる数や種類もかなり多い。中には歌や別キャラのモノマネといった変わり種も用意されている。

### ゲームモード
- 全国オンラインミッション - 本作のメインモード。オンラインを介して4人で協力してミッションに挑む。
- 店内マッチング - 2012年1月19日のアップデートで追加。店内のプレイヤーとミッションに挑む。
- グループマッチング - 2012年2月8日のアップデートで追加。e-AMUSEMENT GATEで設定したグループ内のメンバーとミッションに挑む。

なお、全国オンラインミッションではハウンドクラスの近い人間とのみマッチングするようになっているが、店内・グループマッチングではクラスに関係なくマッチングする（敵の強さはホストキャラクターのハウンドクラスに依存する）。
- カスタマイズ - スティールスーツ・武器・カートリッジ・ハウンドのカスタマイズを行ったり、「スティールカプセル」でアイテムを貰うことができる。
- チュートリアル - 基本操作の練習が無料で行える。
  - ブリーフィングミッション - ver3.5からチュートリアルに代わり登場。基本操作の練習を兼ねてCOM3名とともにミッションに挑む。初回クリア時にはコープポイントがサービスされる。
- イベント - 期間限定で行われるイベント。イベント限定の装備も存在する。
  - アルティメットハウンドグランプリ - ver1.0からのイベント。1人で3ステージのクリアタイムを競うタイムアタック。装備の強化が反映されず、性能は固定になる。
  - アドミラルチャレンジ - ver2.0からのイベント。4人で協力して巨大エネミーの連続撃破数を競う。全国マッチングと店内マッチングを選択可能。
  - クロスバトル - ver2.5からのイベント。4対4で鋼鉄虫からメトロンを獲得しつつ、互いの陣営の貯蔵庫を狙い奪い合うモード。装備の強化が反映されず性能が固定、スーツごとに効果の違うクロスアクトが使用可能になるほか、ネクリアスーツ・ネクリア装備・他タイトルとのコラボレーション装備は使用できない。

ゲームモードはアップデートで順次追加される予定である。

### スティールスーツの種類
スティールスーツごとに使用できる武器の種類も変化する。バージョンアップすることでスーツの性能を特化・向上させることが可能。バージョンアップ後もそれ以前のバージョンのスーツは個別に選択可能。強化は種類別単位となる。
- 突撃 - 最初から利用可能な、攻撃力・耐久力・機動力のバランスがとれたスーツタイプ。クロスアクトは発動地点にリスポーンポイントを設置する「リラッシュベース」。
  - Ver1.0 - 最も初期から使用可能なスーツ。
  - Ver2.0 - 突撃Ver1.0に比べ回避と耐久性能がやや向上したが、ショートからブレイクダウンの時間がやや短くなっている。
  - Ver3.0 - カートリッジの装備数が増えて4個装備可能になった。また、シールドの自動回復機能を持つ。反面、性能は突撃スーツの中で最も低く、耐久性能に至っては高機動スーツと同レベル。
  - Spec.V - ver3.0アップデートで追加。突撃以外のスーツの主力武器を一つだけ装備できるが、ネクリア属性の武器は装備不可。突撃Ver.3.0までの装備とは別機体として管理される。
- 重火力 - 攻撃力・耐久力が高いが、機動力は低い。クロスアクトは自分の周囲に攻撃を遮断する壁を設置する「グランドウォール」。
  - Ver1.0 - 重火力の初期スーツ。耐久性能を向上した分、機動力が犠牲になっている。
  - Ver2.0 - 重火力Ver1.0より更に耐久性能が向上。機動力は更に落ちた。
  - Ver3.0 - 重火力Ver2.0よりさらに性能を特化。耐久性能は全スーツで最高レベルだが、機動力は全スーツで最低レベル。主力武器を3つ装備可能。
  - Spec.V - 2014年3月26日のアップデートで追加。自動回復機能を持つシールドオプションを搭載している。
- 高機動 - 機動力が高いが、耐久力は低い。クロスアクトはステルス状態になり敵に目視されなくなる「ナイトレイド」。
  - Ver1.0 - 高機動の初期スーツ。機動力が高い分、耐久性能が低い。
  - Ver2.0 - 高機動Ver1.0から性能を特化、機動力が向上し耐久性能が更に落ちた。
  - Ver3.0 - 高機動Ver2.0よりさらに性能を特化。機動力は全スーツで最高レベルだが、耐久性能は全スーツで最低レベル。補助武器を3つ装備可能。
  - Spec.V - 2014年4月22日のアップデートで追加。飛行形態へ変形可能、飛行中はジャンプの代わりに回転斬撃を繰り出せる。
- 特技 - ver1.5（2012年6月27日アップデート）で追加。性能は平均的だが、特殊支援兵器と呼ばれる武器を使用可能。クロスアクトは敵スーツの位置をミニマップに表示する「スカウティングレイ」。
  - Ver1.0 - 特技の初期スーツ。機体性能は突撃スーツに近く平均的。
  - Ver2.0 - 特技Ver1.0に比べ機動性をやや強化。特殊支援兵器のうち、ポッドの作動範囲が自機中心となるため、恩恵を受けやすくなった。反面、自分へのポッドの効果がやや低下している（自動武器など、ポッド以外の特殊支援兵器の性能は変わらない）。
- 格闘 - ver2.0アップデートで追加。武装は銃器類ではなく近接武器が中心で、遠距離武器は投擲系に限られる。ストライクギアと言う主武器から独立したカテゴリ扱いの拳闘武器を持つ。クロスアクトは2弾ジャンプが可能になる「アクセルスパイク」。
  - Ver1.0 - 格闘の初期スーツ。耐久性能も機動力も高いが、ブーストゲージの消費が高機動に比べて早く息切れしやすい。
  - Ver2.0 - 機動力は更に向上したが、耐久性能が低下している。
- ネクリア　- ネクリア属性の武装のみを装備する特殊スーツ。シールドを自動消費するが、攻撃によって回復が可能。アドバンスドアクトも独自の物を発動する。特定の条件を満たすと開発可能。ネクリア装備を作成していない場合は使用できない。実装当初は自動消費でゲージが尽きるとショートしたが、2014年5月28日のアップデートで残量1になると自動消費が止まるようになった。

### スティールアームズ
クロスバトルで一定の条件を満たすと召喚可能になる巨大兵器。共通武装としてクロスアクト・ゲイザーキャノンを持つ。また、ジャンプからの踏み付け攻撃も可能。後述の『スティールクロニクル GANESH』では操作機体となり、カスタマイズが可能。
以下のタイプはクロスバトル専用のスティールアームズである。
- Type-A - 標準型のスティールアームズ。使用武器はガトリングガン、グレネードランチャー。
- Type-HM - 高機動型のスティールアームズ。使用武器はType-Aと同じだが耐久力はType-Aより低い。
- Type-D - 重攻撃型のスティールアームズ。使用武器がロケットランチャーと粉塵爆破兵器に変更。Type-Aと比較して耐久力は上がったが機動性は落ちている。

### 武装
各武装は、種類が重複しないものを複数装備することが可能。また、主力・ストライクギア・特殊支援武器は使用すると熟練度が上がり、熟練度に応じて強化が可能。
- 主力武器 - 敵を直接攻撃することを目的とした武器。スティールスーツにより、軽火器、刀剣、ロケットランチャーなど装備可能な武器の系統が異なっている。通常は2種類装備可能だが、重火器スーツ3.0は3種類装備可能。
  - ハンドバルカン - 格闘スーツ以外で固定武装として装備している主力武器で、カスタマイズで外すことが可能。弾数は無限だが威力が低い。スーツの種類により、若干の性能差が存在する。2012年4月25日のアップデートまでは熟練度がなく強化できなかった。
  - ストライクギア - 格闘スーツのみ装備可能な固定武器。主力武器と切り替えて使う。他の格闘武器とは違い、『切れ味』の概念がない代わりに攻撃するたびにスタミナを消費する（攻撃をやめると回復する）。スタミナが減少すると威力が低下し、ゲージが空になると攻撃が止まってしまう。
- 補助武器 - 肩に併設されている発射器から投射するグレネード状の武器。攻撃、回復、誘引、異常状態など様々なものが存在する。通常は2種類装備可能だが、高機動Ver3.0は3種類装備可能。また、系統が同じ武器を複数装備することができない。
- 特殊支援兵器 - 特技スーツのみ装備可能。補助武器と同様に発射して一定時間、範囲内の味方スーツに影響を及ぼす『ポッド』、周囲の敵を自動で攻撃する『自動兵器』等がある。弾数の制限はないがクールダウンタイムがあり、一度使用すると一定時間再使用できない。2013年3月19日のアップデート以降、2個装備できるようになった（効果継続中に新しいのを展開すると古いのは消滅する）。特技Ver2.0ではポッドの範囲が自機を中心に展開するが、特技Ver1.0よりも自分に対するポッドの効果が落ちる（自動兵器の効果は変わらない）。
- カートリッジ - 装備することで自動回復や機体強化、装備数の増加など様々な効果を、ミッション中常時もたらす。装備可能な時間に制限がある消耗品で、STEを支払うことで装備可能時間を増やすことができる。通常は3種類装備可能だが、突撃スーツ3.0は4種類装備可能。不定期に購入に必要なSTEが半額になる『カートリッジキャンペーン』を行っている。ver3.5アップデート以降、最少生産単位が30分から15分に変更された。
- アドバンスド・アクト - ver.1.5アップデートで追加。ゲージを貯めて使用するアクション。一定時間自スーツを強化、被ダメージを軽減、範囲内の敵にダメージなど効果は様々。ゲージはエネミーを倒すか、自スーツがダメージを受けることによって上昇する。ハウンドクラスの上昇によって使えるアドバンスド・アクトは増えていく。
  - クロスアクト - クロスバトル専用のアクション。使用するスーツによって種類が異なる。
- アドバンスドリフレクター - 2013年2月6日のアップデートで追加。装備すると対応する属性のダメージや状態異常を軽減する。キーパーツによって強化が可能。効果を発動するたびに強化レベルが下がっていく。装備可能数はスーツによって異なる。
- スタイル - ver3.5アップデートで追加。ハウンドクラスΩから装備することができ、近接・遠距離・支援など、プレイヤーの希望する戦闘スタイルに応じて、攻撃力増加やシールド自動回復など様々なスタイルスキル(特殊効果)を受けられる。
  - スタイルアビリティ - ハウンドクラスΔからカスタマイズ可能。スタイルを装備してミッションに出撃し、ポイントを溜めてスタイルレベルを上げることで、各スタイルに応じたスタイルアビリティを習得できる。自動的に発動するタイプとコマンド入力で任意に発動できるタイプがあり、最大2つまで装備可能。

### シールド
このゲームにおけるヒットポイントで、各スーツ毎に固有の耐久値が設定されている。
- ダメージを受けてシールドゲージが空になるとショートして行動不能になり、一定時間内に味方に救出してもらえないとブレイクダウンを起こしエリアの入り口からリスポーン（再出撃）する（救出可能時間はそのミッション中に救出された回数に応じて減少するが、ブレイクダウンすると元に戻る）。
- また、Δクラス、Σクラス（ver3.0アップデートにて追加）と呼ばれる上位のハウンドクラスでは、全国オンラインミッション時のみブレイクダウンの回数に制限をつけることができ（最大3回。『なし』の場合や、グループ・店内マッチングではクラスが一切変動しない）、回数分ブレイクダウンすると強制的にミッション失敗になってしまう（制限が厳しいほどクラスの変動が激しくなる）。

#### ver3.0までの仕様
- STEを消費してシールドレベルを上げることにより、耐久値の上限が上昇する。シールドレベルの上限はハウンドクラスに、消費STEは現在のシールドレベルに比例して増えていく。Ver2.0アップデート以降、新スーツの生産直後はハウンドクラスにより一定レベルまでは自動で強化されるようになった。
- シールドレベル上昇による耐久値の上昇もスーツによって異なり、基本的に耐久値の高いスーツほど伸びやすい。
- なお、シールドゲージのほかにメンテナンスゲージが設定されており、ブレイクダウンを起こすたびにメンテナンスゲージが減少する。メンテナンスゲージが空になるとシールドレベルが1つ下がってしまう。
- メンテナンスゲージはSTEを消費するか、スティールカプセルで「メンテナンスキット」を手に入れるか、シールドレベルを上げると自動的に満タンまで回復する。また、ブレイクダウンせずにミッションを終了すると一定量回復する。

#### ver3.5以降の仕様
- シールドレベルがハウンドクラスの昇格に応じて自動的に上昇するようになった。
- メンテナンスゲージやメンテナンスキットが廃止され、ブレイクダウン時のシールドレベル低下も起こらなくなった。

### 属性
武器には属性が設定されており、敵に当たった際のダメージに差が出る他、対応したカートリッジで威力の強化が可能。
- 射撃 - 主力武器に最も多い属性で、最も基本的な属性。弱点（エネミーのオレンジ色で表記されている部分）に当たると威力が増大する。攻撃は大半の武器がまっすぐ飛んでいく。
- 爆発 - 威力が高めで敵のダウンを取りやすいが、弱点に当てても威力があまり上がらない。爆発点を中心とした球状範囲にダメージを与えるため、周囲の敵を巻き込みやすい反面、味方を巻き込むこともある（フレンドリーファイア）。
- 斬撃・打撃 - 近接武器に多い属性。単体の威力が高く、弱点ヒット時のダメージ補正も高い。ビームカッター等一部の武器を除き射程が極端に短く、残弾の代わりに『切れ味』の概念が存在する。切れ味は敵を攻撃するほど減り、減っていくほど武器の威力が落ちる。
- エネルギー - 単発の威力はそれほど高くないが、弱点ヒット時のダメージ補正が非常に高い。また、カートリッジで強化した場合、弾速も速くなる。
- ヒート - 高熱を浴びせる。燃焼の追加効果が付いている武器もある。
- 電撃 - 帯電の追加効果が付いているエネミーに対してはダメージ補正がかかり大ダメージを与えることが出来る。
- ネクリア - これ単体の属性ではなく、『ネクリア射撃』『ネクリアエネルギー』という様に通常の属性と別に用意されている。一部のエネミーに対するダメージ補正が変わる他、装備中は攻撃していなくても残弾・切れ味が減っていくという特性がある。通常の武器に比べ有機的なデザインをしているものが多い。突撃Spec.Vは装備不可。

さらに、一部の武器や補助武器には追加効果も設定されている。
- 貫通 - 射程内（あるいは壁に当たるまで）のすべてのエネミーにヒットする。大型エネミーには1回の攻撃で複数回ヒットすることも。
- 燃焼 - エネミーを燃やして追加ダメージを与える。エネミーの氷結状態を解除する。
- 帯電 - エネミーを帯電状態にして電撃属性の武器で大ダメージを与えることが出来る。
- 凍結 - エネミーを凍らせて追加ダメージを与える他、各種属性での攻撃時のダメージが増える。エネミーの燃焼状態を解除する。
- 毒 - エネミーを毒状態にして追加ダメージを与える。
- スタン - 一定時間エネミーを動けなくする。フラッシュに比べ有効時間が短いものが多い。
- フラッシュ - 一定時間エネミーを動けなくする。エネミーの目に近いほど効果が高い。スタンに比べると有効時間が長いものが多い。
- 回復 - 自機や味方機を回復する。エネミーには効果がない。
- フェロモン - エネミーを対象地点に惹き付ける。威力が高いほど効果のあるエネミーの種類が多くなる。
- プロテクト - 自機や味方機の被ダメージを軽減して、ダウンしにくくさせる。エネミーには効果がない。
- 補給 - 自機や味方機の残弾・切れ味を回復させる。エネミーには効果がない。

### カスタマイズ
スーツやハウンドの装備等を変更することが可能。
- スーツカスタマイズ

各種スティールスーツの装備や外観を変更可能。装備の購入・強化もここで行う。
なお、最初から使えるスーツは突撃スーツ1.0のみであり、その他のスーツはSTEを消費して購入する必要がある（ハウンドクラスによる制限あり）。
- ハウンドカスタマイズ

ハウンドの外観を変更可能。髪型・服装・アクセサリー等を選べる他、ミッション中のチャットボイスの編集もここで行う。
アイテムを購入するためにはミッション終了時に貰えるCP（コープポイント）を消費する。
なお、イベント限定アイテムや、特定の月にしかもらえないチャットボイスもある。
- スティールカプセル

チケットまたはSTEを消費してランダムでアイテムがゲットできる。チケット1枚または100STEで1回、2014年1月22日のアップデート以降は1000STEで11回分のまとめ買いもできるようになった。
チケットは3種類が存在し、それぞれ個別に保管される。
スティールカプセル券 - 3時間に1枚、ゲームをプレイしていない間も自動的に補充される。最大3枚（PASELI使用時は2014年4月1日以降7枚、それ以前は5枚）まで貯めることが可能。所持している場合はSTEよりも優先的に使用される（1000STEでのまとめ買いを除く）。
プラチナスティールカプセル券 - 必ずレア以上のアイテムが当たるチケット。ゲーム開始時に一日一回・3枚配布される（ver3.0までは平日のランチタイム限定、ver3.5アップデート以降はデイリーボーナスとしていつでも）。また、キャンペーン・イベントでも入手できることがある。保管枚数に上限は無く、任意で使用可能。
ボーナススティールカプセル券 - 平日の17時～22時、本作のe-AMUSEMENTサイトにログインすることで、「アフター5ボーナス」として一日一回・1枚配布される。保管枚数の上限は255枚で、任意で使用可能。
なお、中身のレアリティはノーマル・レア・スーパーレア・ウルトラレア・アルティメットレアの5種類で、
ノーマル - メンテナンスキット（メンテナンスゲージが全回復する。ver3.5以降は廃止）や素材
レア - 素材（ノーマルより手に入りにくいものが出やすい）や各種カートリッジ
スーパーレア - スーツ用カスタムカラーや一部のカートリッジ、巨大エネミー選択券
ウルトラレア - ハウンド用アイテムや一部のカートリッジ
アルティメットレア - チャットボイス
となっている。なお、スーパーレア以上のものはカプセルでしか手に入らないものが多く、ウルトラレア以上の一部はPASELI使用時にしか引けないアイテムもある。
カプセルの中身は一定期間ごとに入れ替わる。以前の当たりアイテムが復刻版として再度引けるようになることもある。

### ゲームの流れ
1. コインを投入もしくはe-AMUSEMENT PASSをタッチリーダーで認証する。PASELI使用時はコイン投入は不要。
2. STEを購入する（e-AMUSEMENT PASS使用時、初回プレイまたは前回のプレイから30日以上経過している場合は、店舗設定により1000STE分無料プレイ可能）。
3. モードを選択する。
4. いずれかのマッチングを選んだ場合、スーツタイプを選択してミッション開始（ミッションの途中から参加する場合もある）。
5. ミッションが終了したらリザルト画面が表示。
6. ミッションを続けるか、モード選択画面に戻るか選択する。
7. ゲームを終了したい場合は画面右上の「強制終了」をタッチしてゲームを終了する。余ったSTEは素材に変換される。

## 登場キャラクター
登場人物は対鋼鉄虫組織「S.I.V.A」に所属している。ハウンドたちの所属は「COBALT BLOOM」という部隊とされている。
ハウンド
プレイヤーキャラクターであり、データ作成時にいずれか一人を選ぶ。どのキャラを選んでもゲームの進行に影響はない。
- カミヤ・シン（声：小西克幸）

世界に平和をもたらすことを胸に誓う少年。誰よりも強い正義感の持ち主で、どんな時でも全力で挑む姿は周りに勇気を与える。日本出身。
- エレナ・ザハロフ（声：佐倉綾音）

ロシア生まれの少女。感情を殺し、論理的にミッションをこなす姿は「ロボットのよう」と揶揄される。彼女がハウンドになったわけには彼女の過去に深い関係がある模様。『pop'n music Sunny Park』に本作のBGMが収録され、その曲の担当キャラとなった。
- サイード・ナジム（声：中田譲治）

選択可能ハウンドの中では最年長。かつては軍隊に所属しており、そこで身につけた経験を元に鋼鉄虫との戦いに挑む。女性に対しては軟派な性格である。国籍不明。
- アンナ・ベルンハルト（声：甲斐田裕子）

常に高成績を残す優秀なドイツ人少女。その影には並々ならぬ努力があり、自らにもかなりストイックである。
- クライブ・ロックハート（声：岡本信彦）

戦場を愛する怖いもの知らずのアメリカ人青年。天性のセンスでめざましい活躍を見せることもあるが、それも彼の気分次第である。
- セレスティーヌ・シャルロア（声：柚木涼香）

スティールスーツメーカーの社長令嬢。フランス人の女性。高飛車な性格でファザコン。
- アレックス・サザーランド（声：代永翼）

巨大財閥の御曹司であるイギリス人少年。思考が幼稚で生意気かつわがままな性格で周囲の人間の手を焼かせる。スティールスーツ操作の実力は折り紙付きだが、勉強は苦手。
- ユン・リナ（声：花澤香菜）

選択可能ハウンドの中では最年少の12歳。大家族の長女として生まれ、貧しい家族を養うため、幼少期からハウンドの訓練を受けていた。明るい性格で周囲を和ますが、常に「誰かに必要されたい」という不安を胸に抱いている。国籍不明（おそらく東アジアか？）
- ミカサ・クリムゾン（声：高垣彩陽）

ver2.0アップデートで追加。ある意味クライブ以上に破天荒なノリの少女。クラシックを生業とする両親がいる。国籍不明。
- ノア・メーテルリンク（声：逢坂良太）

ver2.0アップデートで追加。アンナに憧れて同じ道を志す新米。ベルギー出身。
スペシャルハウンド
ある条件を満たすと使用できるようになる。カスタマイズ画面で通常のハウンドと自由に切り替えが可能。ただしカスタマイズアイテムは通常のハウンドと別管理のため、新たに集める必要がある。
- ジャスティン・カートライト（声：井上和彦）

天才的な才能を持つエリートハウンド。南米の大規模ミッションで行方不明となっていたが・・・。エミリア・カートライトとは兄妹関係。国籍不明。
- カリン＠わりとねむい（声：小倉唯）

ver3.0アップデートで追加。兵器開発組織「BURGUNDY EQUIPMENT」に所属する、引きこもりがちなエンジニアの少女。M.E.T.I.(メーティ)を開発した腕を買われ、鋼鉄虫の分析のため実地調査に赴く。国籍不明。
- マリオン・ラヴ（声：杉田智和）

ver3.0アップデートで追加。南米局地部隊「CANARIAN SONG」に所属。女性らしい色っぽい仕草が特徴的な男性であり、いわゆるオネエである。ジャスティンと同期のエリートハウンドで、南米の大規模ミッションに参加していた。現在もミッション遂行の傍ら、隠密行動担当も兼任している。国籍不明。
- リディア・ペトラコフ（声：佐倉綾音）

ver3.0アップデートで追加。寒冷地部隊「MILKY WOLVES」に所属。陽気な性格のロシア生まれの少女。女子高生的な話し方が特徴。エレナとは姉妹関係らしいが･･･。
マネージャー
カスタマイズ等、インターミッションでの案内をしてくれる。カスタマイズ画面でキャラの変更が可能。
- ホダカ・レクレール・キョウコ（声：笠原あきら）

S.I.V.A.のチーフマネージャー。セレスティーヌの様に高飛車で傲慢、怒りっぽい。だが彼女はそれをハウンド達に対する愛情表現と勘違いしている。かつてはジャスティンと共に腕利きのハウンドとして活躍していた。また、父親はスティールスーツの開発者である。
- ニーナ・エーデルフェルト（声：日笠陽子）

ホダカに憧れてマネージャーに就任した女性。温和で優しい性格でハウンド達を見守る。
- M.E.T.I.(メーティ)（声：佐藤聡美）

メトロンを集める「クロスバトルモード」でマネージャー、オペレーターを兼任するAI。家電から兵器まで様々な機械にOSとして搭載されており、人々からは「メーたん」の愛称で親しまれている。
オペレーター
ミッション中のオペレートを担当。一部を除きカスタマイズ画面でキャラの変更が可能。
- エミリア・カートライト（声：阿澄佳奈）

ひた向きで真面目な性格の明るい少女。行方不明の兄を探している。
- リリア・クライン（声：照井春佳）

アレックスの様に生意気で自信家の少女。鋼鉄虫の襲撃で父親と死に別れている。ニーナを姉と慕い、オペレーターに就任する。
Gローダー
後述の『スティールクロニクル GANESH』のプレイヤーキャラクター。
- ディノ・ノヴァック（声：）

- ヒナ（声：）

- ヴィンセント・クロフォード（声：）

- マリィ（声：）

- リサ・スワンソン（声：）

その他
- ダリウス・エプスタイン（声：大塚芳忠）

ブラフマンという通称名を持つ、S.I.V.A.設立にも深く関わりがある天才生物学者。インセクターを生み出した元凶であり、鋼鉄虫の誕生にも深く関わっている。

## 鋼鉄虫・ステージ

### 鋼鉄虫
作中では「エネミー」とも呼ばれる。倒すと武装の生産・強化に必要な素材・キーパーツを落とす。巨大エネミーでは武器の生産条件に討伐数がかかわっているものもある。ランクごとに強さが異なり、『第○変体』と称される（数字が高いほど強い）。ver3.5アップデートより、残り体力がゲージで表示されるようになった。
巨大エネミー
「クラスアドミラル」と呼ばれる。ミッションにおけるボス（スティールシップ防衛、アドミラルエッグorエネミー殲滅ミッションは除く）で、これらを討伐するとそのミッションはクリアとなる。
どのミッションになるかは通常ランダムだが、各エピソード終了時のクライマックスで出撃する場合もしくは『巨大エネミー選択券』を5枚消費して巨大エネミーの選択が可能。
- ギガンテウス

ダイオウグソクムシのような姿をしたエネミー。口から高温の炎を吐き、触手を地面から伸ばして攻撃する。頭部・甲殻の下・尻尾の先を破壊すると弱点が現れる。
- ブレマニウス

ヤドカリのような姿をしたエネミー。高速回転を伴う体当たりや電撃で攻撃してくる。巻き貝のような甲殻を破壊すると赤く発光する腹があり、そこが弱点である。上位変体は毒霧も発生させてくる。
- ヘカトンケイル

ムカデのような姿をしたエネミー。尻尾の先から光線を出す。頭部を破壊すると弱点が現れるほか、本体下部および尻尾に弱点がある。フラッシュ属性の攻撃に対して非常に弱い。
- ニーズヘッグ

オトシブミ、あるいは双頭の竜のような姿をしたエネミー。頭部から火球や毒霧を吐いて攻撃してくる。頭部を二つとも破壊した時にのみ、腹部に弱点が一定時間現れる。
2012年2月18日のアップデートで追加。
- フレズベルク

蛾のような姿のエネミー。宙を舞った状態から体当たりや衝撃波、怪音波を起こす攻撃を繰り出す。羽根を破壊すると一定時間地上に落ちたのち羽根が再生する。弱点は背中。巨大エネミーとしては珍しく、フェロモン属性が通用する。上位変体は分身を発生させることがある。
2012年3月29日のアップデートで追加。
- スヴァーヴァ

クモのような姿のエネミー。地上を猛スピードで駆け回り、ハウンド達を翻弄する。足と頭部が破壊可能で、足を破壊すると移動中に転倒しやすくなる。弱点は破壊後の頭部と腹部。
2012年5月16日のアップデートで追加。
- アウルゲルミル

女王アリのような姿のエネミー。外観の大きさは画面に収まり切らない程大きい。本体は動かないが、触手を伸ばしたり酸を飛ばしたり小型エネミーを産みだして攻撃する。頭と腹部が破壊可能で、破壊後は弱点になる。
2012年8月22日のアップデートで追加。
- ヴァナルガンド

後述のエクスマキナSVVと同様に2体で登場するクワガタムシのような姿のエネミー。突進や急降下などの体当たり攻撃の他、レーザーや火炎、氷結攻撃をしてくる。弱点は腹部。
2013年10月30日のアップデートで追加。
- エクスマキナSVV

今までの巨大エネミーとうってかわって、四足歩行の機械のようなエネミー。スヴァーヴァを模した自動兵器と思われる。後部に装備する砲台や、電撃を纏った高速の体当たりなどで攻撃してくる。前面2個、背部1個のコアを全て破壊すると撃破。必ず2体で登場し、2体とも撃破できなければミッション・クライマックス失敗となる（撃破数は一体ずつカウントされる）。
なお、このエネミーはステージ『S.I.V.A.拠点施設』にしか出現せず、円筒形の3段の足場があるステージになる（他のボスエネミーやシップ防衛、アドミラルエッグ殲滅の場合は通常は平坦なステージ）。
ver2.0アップデートで追加。
- エクスマキナNHG

ニーズヘッグを模した様な、上部に二本のアームが突き出た機械のようなエネミー。アームからミサイルやレーザーで攻撃してくる他、ダッシュしながら炎を撒き散らし攻撃してくる。前面、左右面、底面の計4個のコアを破壊すると撃破。脚を破壊すると転倒し、一定時間底面のコアがむき出しになる。エクスマキナSVVとは違い、条件を満たせばインセクターが出現する。上位変体は衛星レーザーを繰り出してくる。
2013年5月29日のver2.3.5アップデートで追加。
インセクター
巨大エネミーとの戦いで条件を満たすと現れる人型の強敵（『エクスマキナSVV』の場合は出ない）で、巨大エネミーを倒した後にハウンド達に襲い掛かってくる。その出自や目的は全て謎に包まれている。
何種類か存在しており、どれが登場するかは戦闘条件とステージによって決まる（なお、特定のクラスでは巨大エネミー戦を経由せず最初から襲い掛かってくる）。
共通した特徴として、登場時にはバリアを展開しており、まずは背中のコア部分（ISAT-001はバリアそのもの）に攻撃を加えてバリアを破壊しなければ、インセクター本体を攻撃することはできない。また、胸部装甲を破壊すると左胸にもコアが露出し、ここが弱点となる。
なお、インセクターが出現した時点で直前に戦っていた巨大エネミーを倒した扱いになる（ただしインセクターを倒せなかった場合、クライマックスは失敗扱いになる）。
『アドミラルチャレンジ』においては、『Be』のイベントでは出現しなかったが、『Victroopers』のイベントではボーナスステージ扱いとして登場するようになった。
またインセクターは後述のISLX-003を除き、ショートしたプレイヤーの胸倉を掴み、プレイヤーをブレイクダウンさせつつ自身の攻撃力を高める掴み技「エナジードレイン」を仕掛けてくる（掴む前に救出するか、掴まれてもインセクターを集中攻撃してよろけさせることで阻止できる）。
- ISLX-001

スティールスーツに近い姿をしているインセクター。格闘や衝撃波で攻撃してくる。上位種は剣を持つ他、ビームライフルを持っている者も登場する。条件によって最大3体まで同時に出現する。
ver1.5のアップデートで追加。
- ISRC-001

ゴツい外見でスティールスーツよりも一回り大きいインセクター。ガトリングガンやブラスターなどの射撃攻撃を使う。また広範囲に及ぶ衝撃波も仕掛けてくる。全般的に攻撃力および耐久力が高い。
2012年9月16日のアップデートで追加。
- ISPF-001

背中に羽根を持つインセクター。常に飛行している。射撃兵器やジャベリンによる格闘兵器の他、周囲に展開したオプションで攻撃してくる。機動力はインセクター中最高だが、他のインセクターと比較して耐久力は低い。
2013年2月6日のver2.1アップデートで追加。
- ISLX-003

剣を持ちマントを羽織っているインセクター。剣を使った衝撃波で攻撃してくる他、アドバンスド・アクトを使ってくる。ホストプレイヤーが倒した回数によって能力が変化する。
戦うためには上記3種とは別の条件を満たす必要がある。
2013年4月24日のVer 2.3アップデートで追加。
- ISAT-001

背部に四本の腕を持つインセクター。本体は接近戦を得意とする他、背部の腕が衝撃波で攻撃してくる。またレーザーやプレイヤーを掴んでからの怒涛のラッシュ攻撃も使ってくる。ホストプレイヤーが倒した回数によって能力が変化する。
戦うためにはある条件を満たす必要がある。
2013年6月24日のver2.4アップデートで追加。
普通エネミー
『第○変体』の他に、周囲のエネミーより格段に強い『特異変体（『クラスナイトメア』とも呼ばれる赤黒い個体）』が登場することがある。
- スティグマ

ダニ型、口から牙や溶解液を出して攻撃する。弱点は口内と頭部。
- キャタピリオ

イモムシ型、下位変体はフラッシュグレネードだけで一掃できるほどに体力が低いものの、上位変体は接触した瞬間に自爆したり毒を纏って接触している間ダメージを与え続けるものが出現。
- オグリス

スズムシ型、遭遇頻度は高いが動作は緩慢で攻撃頻度も低い。
- ベスマンダリニア

ハチ型、空を飛んでいるため視界に入りづらく気づいたら接近されていた、死角から攻撃された、という事態になりやすい。
- ピリオス

カブトムシに見えるがコガネムシ型。ハウンドを見つけるとそれに向かって体当たりを仕掛けてくる。上位変体は一直線ではなくプレイヤーを誘導するように突進してくる。
- デラフォリア

カマキリのような姿をしたエネミー。おもいっきりジャンプし、腕の鎌でハウンドに襲いかかる。耐久力はそれほどでもないが攻撃力がかなり高い。
- カティウス

サソリのような姿をしたエネミー。尾やハサミを突き出して攻撃する。弱点は尾の先端。
- ペルマミナキス

クモ型、普通鋼鉄虫の中では最大。非常に長い脚を生かし、かなりの高さから光線で攻撃する。弱点は光線の発射口と頭部。
- デモンバリガ

ウデムシ型、ハウンドに接近し複数の長い腕で捕縛しダメージを与える。かつては捕縛されたら味方がいない限り掴まれっぱなしだったが現在ではボタン連打で振りほどくことが可能。上位変体は糸を出して動きを阻害してくる（ウデムシには本来、糸を出す能力は無い）。
- ディラタタ

コノハムシ型、遠距離攻撃を得意としている。
- ベントリス

ゾウムシ型、電撃弾を放ったり溜めたエネルギーを叩きつけて自身の周囲に及ぶ攻撃を繰り出す。弱点は背後にある。
- バンダリニア

蛾型、ハウンドの真上に接近して鱗粉を撒き散らし継続的にダメージを与えてくる。上位変体は急速接近して自爆する特攻を仕掛けてくる。
- リアギディ

ツノグモ型、特定の条件によって出現する愛嬌のあるエネミー。防御力が高く電気をまとった体当たりを仕掛け、戦闘途中で逃げていく。得られる経験値が非常に高いのが特徴。変体の段階がかなり多い。
- ミルミンギア

アリのような姿のエネミー。北欧城塞では吹雪を、それ以外のステージやアウルゲルミルから産み出された個体は火炎を吐いてくる。弱点は頭。
- ステラボルディ

トンボ型、常に飛び回っており、たまにハウンドに接近して爆弾を投下してくる。狙いにくいためか他のエネミーより獲得経験値が多めに設定されているようである。
- SWARMS

量産型インセクターといわれるエネミー。
複数の種類が存在し、剣や槍、ビームライフル、急速接近からの自爆など様々な手段で攻撃してくる。
Δクラス以上で特定の条件を満たすと出現する。
SEED
鋼鉄虫を強化させる力を持つ光輝く敵。Σクラスのマッチングのみ出現。
- ネメシス

鋼鉄虫の攻撃力、フラッシュ耐性を強化する。常に飛行しており攻撃は主に光弾、ダメージはないが喰らうとフラッシュアウトして視界が遮られる。
- グリード

鋼鉄虫を召喚する。特異変体の鋼鉄虫を召還してくる時もある。周囲に毒霧を撒き散らすが攻撃力は低い。
- プロビデンス

鋼鉄虫の防御力、フラッシュ耐性を強化する。自身も耐久力が高く、プレイヤーめがけて爆発を伴う体当たりを仕掛ける。

### ステージ
『山岳居住区跡』以外はランダムで選ばれる。選ばれたステージによって登場するインセクターが変わる（出ないのもある）。
また一部のステージは昼の時間帯と夜の時間帯がある。
- 市街地：渋谷駅付近に構造が似ている。
- 遺跡：森や草に覆われており、視界が悪い。昼/夜あり。
- 工場：迷路のような構造になっている。夜のみ。
- 砂漠：高低差の激しい砂の丘陵。昼/夜あり。
- 北欧城塞：吹雪に見舞われた北欧の城下都市。
- 火山島：迷路と屋外施設、溶岩地帯で構成されている。
- S.I.V.A.拠点施設：S.I.V.A.の基地内、屋外もしくは屋内で巨大エネミーと戦闘。
- 山岳居住区跡：ある条件を満たした場合のみ、CLIMAX・エネミー選択券で選ぶことができる

## ソーシャルゲーム「ハンタークロニクル」
2012年1月19日よりeAMUSEMENT内でサービスが開始された連動型ソーシャルゲーム。基本無料。開始当初は携帯電話専用のゲームだったが、スマートフォン・PCにも順次対応していった。

### スティールハンター
『ハンタークロニクル』で育てるユニットで、本編に出撃させてプレイヤーを援護させる事が可能。

## スティールクロニクル GANESH
『スティールクロニクル GANESH』（ガーネッシュ）はアーケードゲーム。ドーム型スクリーン搭載の専用筐体を使用してスティールアームズを操作する。2014年に稼働予定だったが、ロケテストが行われたのみで開発中止になった。
『スティールクロニクル』との連動機能もあり、GANESH側1人、クロニクル側4人による協力プレイも可能にする予定だった。

## シリーズ履歴
スティールクロニクル（初代バージョン）
2011年12月7日稼働開始。
スティールクロニクル Be（ビー、Ver 2.0、2代目バージョン）
2012年12月12日稼働開始。新ハウンド・新型スティールスーツを導入する大規模バージョンアップ版。筐体は初代バージョンと同じで、現在初代バージョンが稼働している店舗ではオンラインアップデートにより自動的にBeへバージョンアップする。
初代のプレーデータを引き継げるが、引き継ぎ時にハウンドを変更するとほとんどのハウンドアイテム・チャットボイスが失われるため注意が必要（CPで生産したアイテムはCPに還元）。プレーヤーネームだけの変更および両方変更せず引き継ぐ場合は全アイテムが保持される。
スティールクロニクル Be XROSS ARMS（ビー クロスアームズ、Ver 2.5）
2013年7月31日稼働開始。新対戦イベント「XROSS BATTLE」を追加するなど、2回目の大規模なバージョンアップが行われた。
スティールクロニクル Victroopers（ヴィクトルーパーズ、Ver 3.0、現行バージョン）
2013年12月11日稼働開始。新スペシャルハウンド・新ハウンドクラス等が追加される3回目の大規模バージョンアップ版。

### ゲーム作品
- ボーダーブレイク - セガ・インタラクティブのゲーム。同じくチーム対戦型のTPSで、STEと同じシステムのGPを採用しているが、システムとしてはBBが2年早く組み上げてるためSTEはその後追いである。本作は人間(最大4人)VS敵であるが、この作品は10VS10の人間同士で戦う。
- jubeat - iPad用アプリ『jubeat plus』にてステージ曲が配信されている。

### コラボキャンペーン関連
期間限定キャンペーンとしてスタンプイベント（イベント期間内にミッションを最後まで進めるとスタンプがもらえ、規定数に達すると着せ替えアイテムがプレゼントされる）が複数回行われているが、e-AMUSEMENT対応作品とのコラボではそのゲームの登場人物に変装できるアイテムなどがもらえるようになっている。
e-AMUSEMENT対応作品
- クイズマジックアカデミー（以下QMA） - 第1弾を2012年3月稼働開始の第9作『 - 賢者の扉』稼働記念（QMA側でのイベントはなかった）として、第2弾として2013年11月に相互コラボ（QMA側ではサブモニター壁紙とカスタマイズアイテムの配布）を行った。
- beatmania IIDX - 2012年9月稼働開始の第20作『 - 20 tricoro』稼働記念。また『 - 20 tricoro』には本作のBGMが新曲として収録されている。
QMA第1弾・beatmania IIDXのコラボグッズはハンタークロニクル内の「スティールカプセルG」第6弾で2013年8月21日-10月16日までの景品として再配布され（当時未登場のノアとミカサのアイテムも追加）、2014年11月26日より「スティールカプセルGリターンズ+」の景品としてQMA第2弾とともに再登場した。
- pop'n music - 2013年4月に『 - sunny park』とのコラボを実施（2014年3月5日-4月30日の期間で「スティールカプセルG」第10弾の景品として再配布）。『 - sunny park』では本作のBGMを配信。エレナが担当キャラとして登場している。
- エターナルナイツ 勇者覚醒 - 2014年4月下旬から5月上旬にかけて相互コラボを実施。本作では『 - 勇者覚醒』のダンジョンをイメージした特別ミッションとコラボ武器2種類、『 - 勇者覚醒』では本作をイメージしたダンジョンとアバターアイテムが配信された。キャンペーン終了以降も全国オンラインミッションにランダムでこのミッションが登場する。
- SOUND VOLTEX - 2014年7月末から8月中旬にかけて相互コラボを実施。本作ではスタンプイベントによるアバターアイテム、『SDVX』ではかめりあ氏による新曲「INSECTCIDE」とアピールカードが配信された。2015年4月30日から2015年5月14日まで第2弾コラボを開催。本作ではアバターアイテムの配布、『SDVX III』では、コラボ限定ジェネシスカード生成や楽曲解禁などが行われる。
- 武装神姫 ARMORED PRINCESS BATTLE CONDUCTOR - 定期的にコラボを実施。本作のスティールスーツが神姫の装備アイテムとして登場。

また、BEMANIシリーズ複数機種で2013年12月19日から2014年7月23日に掛けて行われた合同イベント「熱闘！BEMANIスタジアム」にQMAとともにBEMANIシリーズ外の作品として参戦。ヴィクトルーパーズのスペシャルハウンド3人が選手カードとして配信され、Dance Dance Revolution（2013年版）、jubeat saucer、REFLEC BEAT coletteに本作の楽曲が追加された。
同じくBEMANIシリーズで2015年7月23日から行われた合同イベント「BEMANI SUMMER DIARY」では、QMA・MFCとともにボーナス対象機種に選ばれ、本作をプレーすることでイベントの進捗度に倍率ボーナスが掛かる。
他企業とのコラボ
- アース製薬 - 期間限定アイテムとして、同社の商品名が書かれたTシャツや「提供 アース製薬」のコピー、殺虫剤をモチーフにした武器を入手できる（）。このアイテムは2014年8月27日のバージョン以降、商品名を外した殺虫剤や、サウンドトラック関連アイテムに差し替えられた。

## スタッフ
- 凪良 - キャラクターデザイン担当
- 柳瀬敬之 - スティールスーツ・武器デザイン担当
- フヂロウ - 武器デザイン担当
- 広野智章（劇団レコード） - サウンド担当
- 小野秀幸 - サウンド担当、Beのオープニングを作曲（ギター演奏は黒沢ダイスケ）